# Észak-kínai leopárd
Az észak-kínai leopárd (Panthera pardus japonensis) a ragadozók (Carnivora) rendjébe és a macskafélék (Felidae) családjába tartozó leopárd (Panthera pardus) egy alfaja.

## Megjelenése
Mivel az észak-kínai leopárd a leopárd egyik legészakabbra élő alfaja, méretei nagyobbak, mint a trópusi területeken élő alfajoké. Testhossza 140-160 centiméter, marmagassága 80-90 centiméter, tömege 32-90 kilogramm. Szőrzete is jóval vastagabb, mint a délebbre előforduló alfajoké.

## Elterjedése
Mára szórványosan fordul elő az egykor Kína egész északi részét magába foglaló elterjedési területén.

## Természetvédelmi helyzete

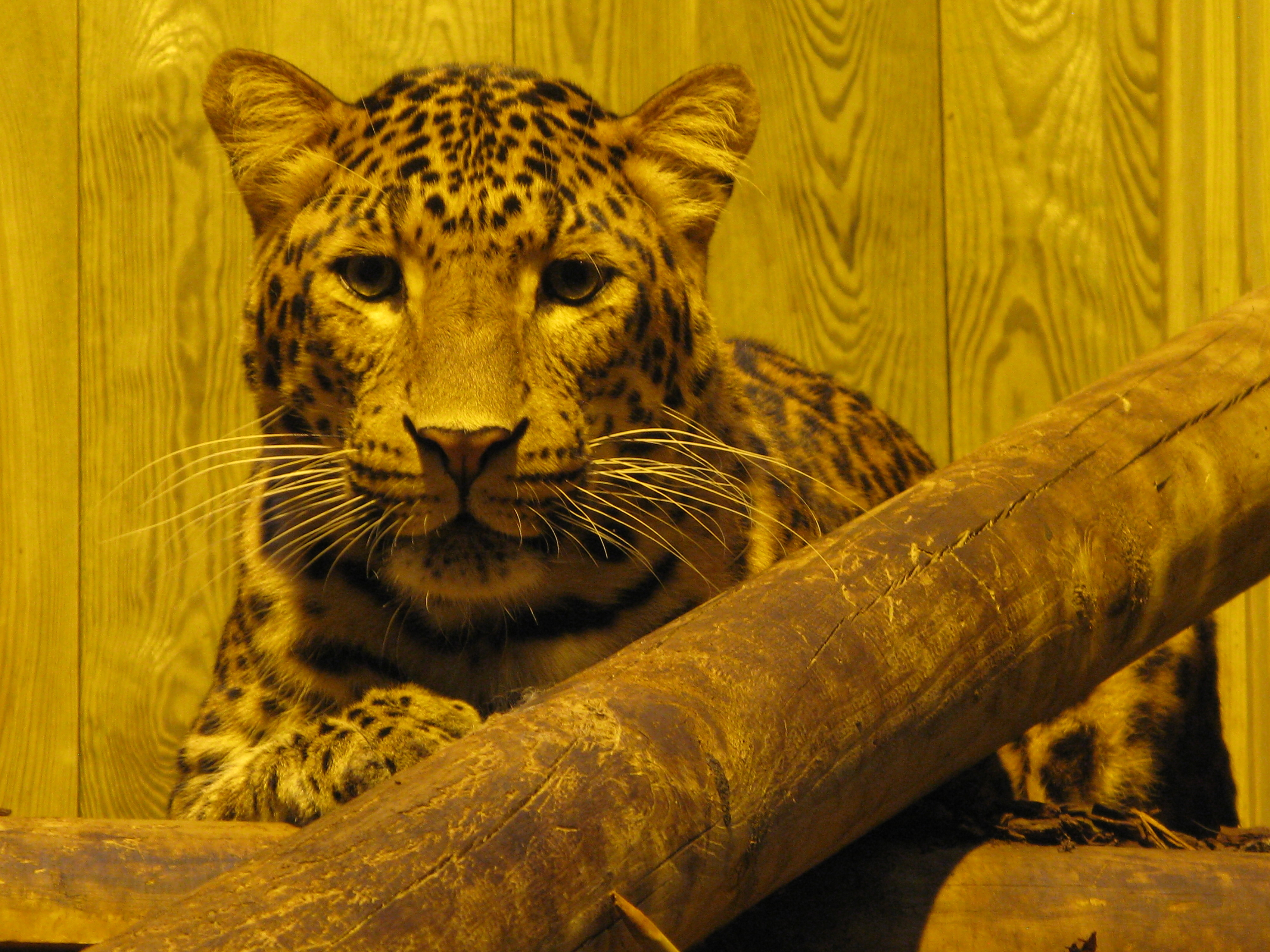
Észak-kínai leopárd a párizsi állatkertben

Mára 2500 példánya él a vadonban. A távol-keleti párducokat elsősorban az élőhelyük feldarabolódása és elvesztése veszélyezteti, de komoly gondot jelent az orvvadászat is. Elsősorban a háziállatok védelmében, illetve a bundájáért, a hagyományos gyógyászatban felhasznált szerveiért vadásszák.
Az észak-kínai leopárd ritkának számít az állatkertekben, a világon körülbelül 70-80, Európában mindössze 51 egyede élt 2009-ben. Egy-egy kölyök születése egész Európában ritkaságszámba megy.
A fajmegmentési program legnagyobb kihívását az jelenti, hogy kevés őstől származnak az állatok, így nagy a beltenyésztettség kialakulásának a veszélye. Ilyen esetekben fontos, hogy időnként új vérvonal kerüljön az állatkerti állományba. Ezt nyilvánvalóan nem vadbefogással érik el, hanem más okok (pl. háziállatra vagy emberre való veszély) miatt befogott állatok kerülhetnek időnként az állatkertekbe.
Magyarországon három helyen tartják: a Debreceni Állatkertben, a Nyíregyházi Állatparkban és a Szegedi Vadasparkban.